# Ristrup
Ristrup Gods er en hovedgård nær Lilleå mellem Sabro og Søften. Den ligger i Sabro Sogn, Sabro Herred i Aarhus Kommune. Ristrups hovedbygning er opført 1755.
Ristrup Gods er på 320 hektar.

## Ejere af Ristrup
- (før 1348) Jens Pig
- (efter 1348) Ebbe Skøtte
- (1400-1449) Gotskalk Rostrup
- (1449-1480) Hans Rostrup nr1
- (1480-1505) Jens Nielsen Munk
- (1505-1529) Erik Skram Fasti
- (1529-1545) Hans Lauridsen Rostrup nr2
- (1545-1568) Anne Jacobsdatter Høg Banner gift Rostrup
- (1568-1602) Laurids Hansen Rostrup
- (1602-1603) Laurids Hansen Rostrups dødsbo
- (1603-1607) Ellen Hansdatter Rostrup gift Skram
- (1607-1624) Hans Ovesen Skram
- (1624-1632) Laurids Ebbesen Udsen
- (1632-1646) greve Valdemar Christian
- (1646-1650) Kronen
- (1650-1652) Caspar Christoffer Gersdorff
- (1652-1662) Caspar Rudolf von Gersdorff
- (1662-1664) Jacob Nielsen
- (1664-1670) Cathrine von Andersen gift Nielsen
- (1670-1702) Hans Jacobsen von Lossow
- (1702-1703) Anna Helvig von Lossow gift von Holstein / Rasmus de Broberg / Malene de Broberg gift Reenberg
- (1703-1742) Tøger Clausen Reenberg
- (1742-1755) Frederik Tøgersen Reenberg
- (1755) Beate Dorothea Bielke gift Reenberg
- (1755-1781) Morten Christiansen de Teilmann
- (1781) Margrethe Mette Mortensdatter de Teilmann gift Wormskiold
- (1781-1824) Peder Wormskiold
- (1824-1830) Margrethe Mette Mortensdatter de Teilmann gift Wormskiold
- (1830-1835) Hartvig Philip Rée
- (1835-1838) Joseph Gerson Cohen
- (1838-1873) Hans von Folsach
- (1873-1874) H.J. Ehnhuus
- (1874-1896) Hans Frederik Johannes Peter von Folsach
- (1896-1908) Frederik Rudbeck Henrik von Bülow
- (1908-1916) Gunnar Aage Hagemann
- (1916-1929) John U. Switzer
- (1929-1950) P.W. Henriksen
- (1950-1968) A/S Ristrup Hovedgård v/a Carl Gustav Christensen
- (1968-2004) Erik Kjær
- (2004-2022) Niels Erik Kjær
- (2022-) Megan Lund Kjær

## Ekstern henvisning
- Ristrup Hovedgårds hjemmeside
- https://www.danskeherregaarde.dk/nutid/ristrup

56°13′21.22″N 10°3′10.04″Ø / 56.2225611°N 10.0527889°Ø